# Vrbanj
Vrbanj – wieś w Chorwacji, w żupanii splicko-dalmatyńskiej, w mieście Stari Grad. W 2011 roku liczyła 498 mieszkańców.